# Youssoufa Moukoko
Youssoufa Moukoko (n. 20 noiembrie 2004, Yaoundé, Provincia Centru, Camerun, Camerun) este un fotbalist german și camerunez, care joacă pe post de atacant la Nice în Ligue 1, împrumutat de la Borussia Dortmund. Pe plan internațional, are prezențe la națională pentru Germania U16⁠(d), Germania U20⁠(d), Germania Sub-21⁠(d) și Germania.

## Titluri
Borussia Dortmund
- DFB-Pokal: 2020–2021

Germania U-21
- Campionatul European UEFA U-21: 2021 [2]

Individual
- Medalia de aur Fritz Walter U17: 2021[3]